# Bazilika San Vitale
Bazilika San Vitale, (italsky Basilica di San Vitale), je kostel v italském městě Ravenna. Jde o jeden z nejvzácnějších[zdroj?] příkladů byzantské architektury v západní Evropě, s typickým oktagonálním půdorysem. Spolu s dalšími osmi ravennskými památkami byl zapsán na seznam Světového dědictví UNESCO, v rámci položky Raně křesťanské památky Ravenny. Kostel užívá katolická církev a její papež mu přidělil čestný titul bazilika. 

## Historie
Kostel byl postaven již roku 547, za vlády Ostrogótů, nicméně předznamenal zvýšený zájem Byzance o tuto oblast, jež vyvrcholil krátce na to zřízením tzv. Ravennského exarchátu, panství Byzance v Itálii, jež chtělo bránit rozpínavosti Langobardů. Nápadně se podobá jinému kostelu v Istanbulu, podle některých teorií mu byl inspirací.[zdroj?] Slavné jsou tamní mozaiky, největší mozaiky byzantského typu mimo Konstantinopol. Jako jedny z mála totiž přečkaly období obrazoborectví v Byzantské říši. Fresky uvnitř chrámu pocházejí nicméně až z barokní éry, vytvořeny byly v letech 1778 až 1782.

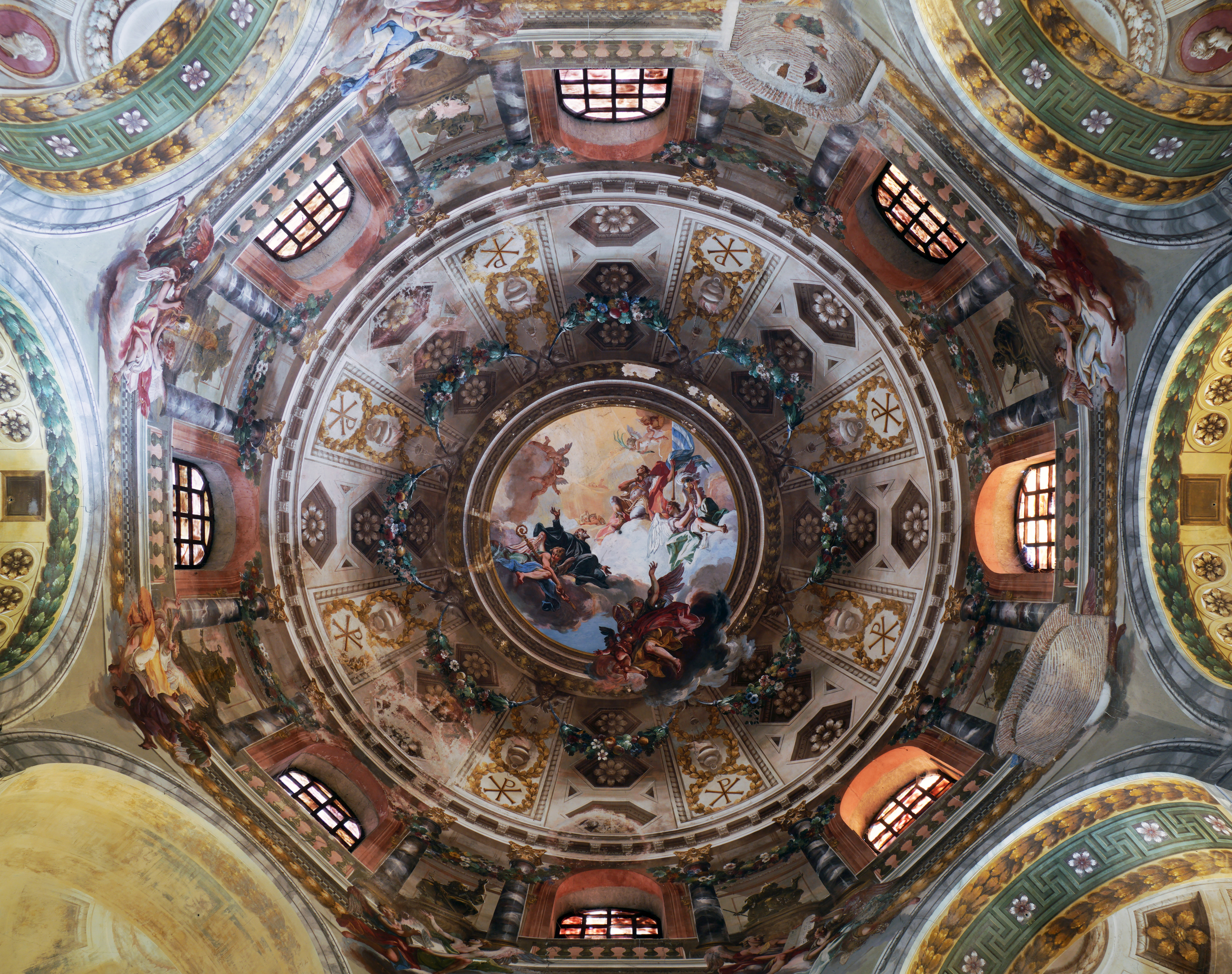
kupole s freskami
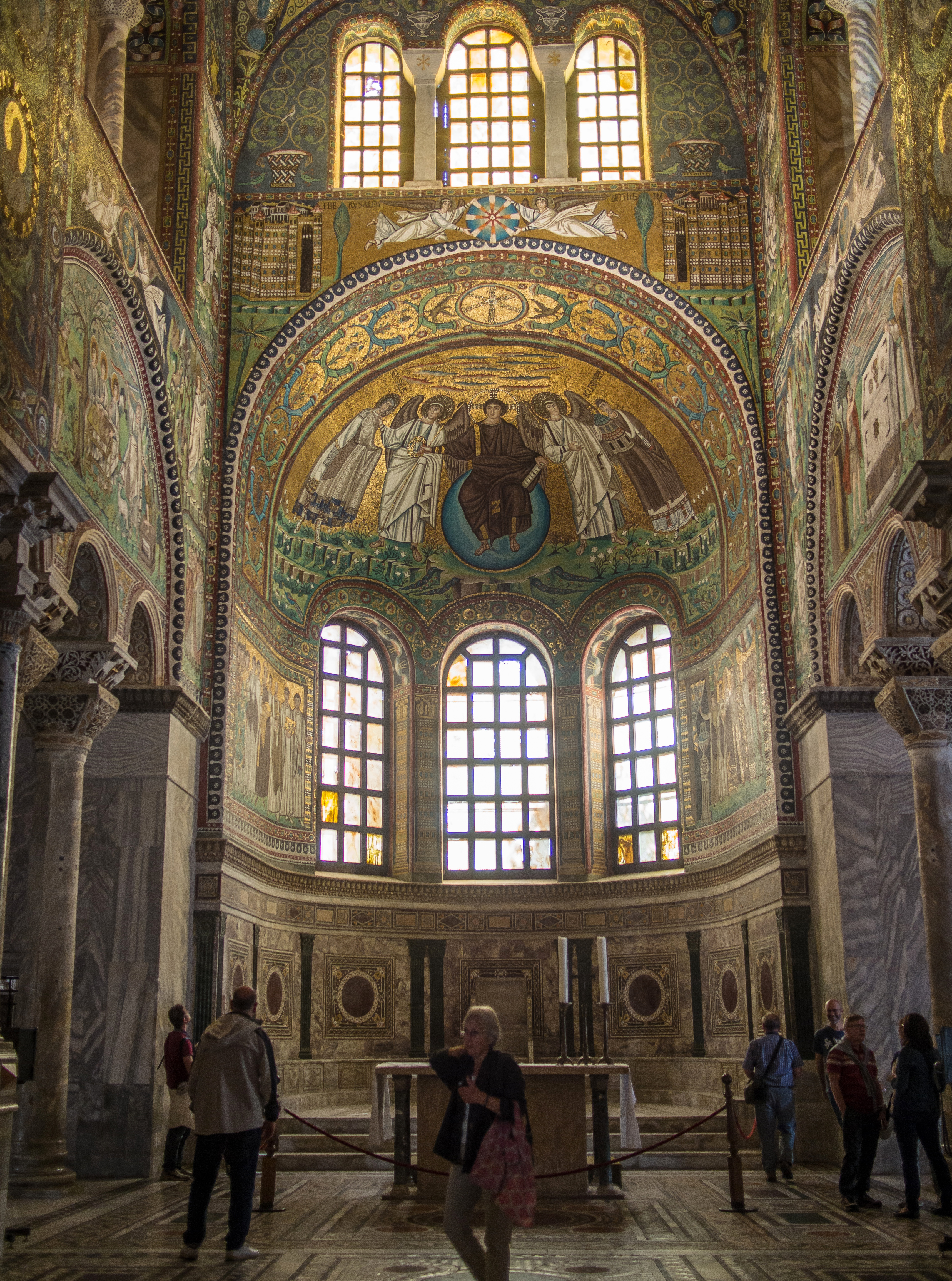
apsida s mozaikami
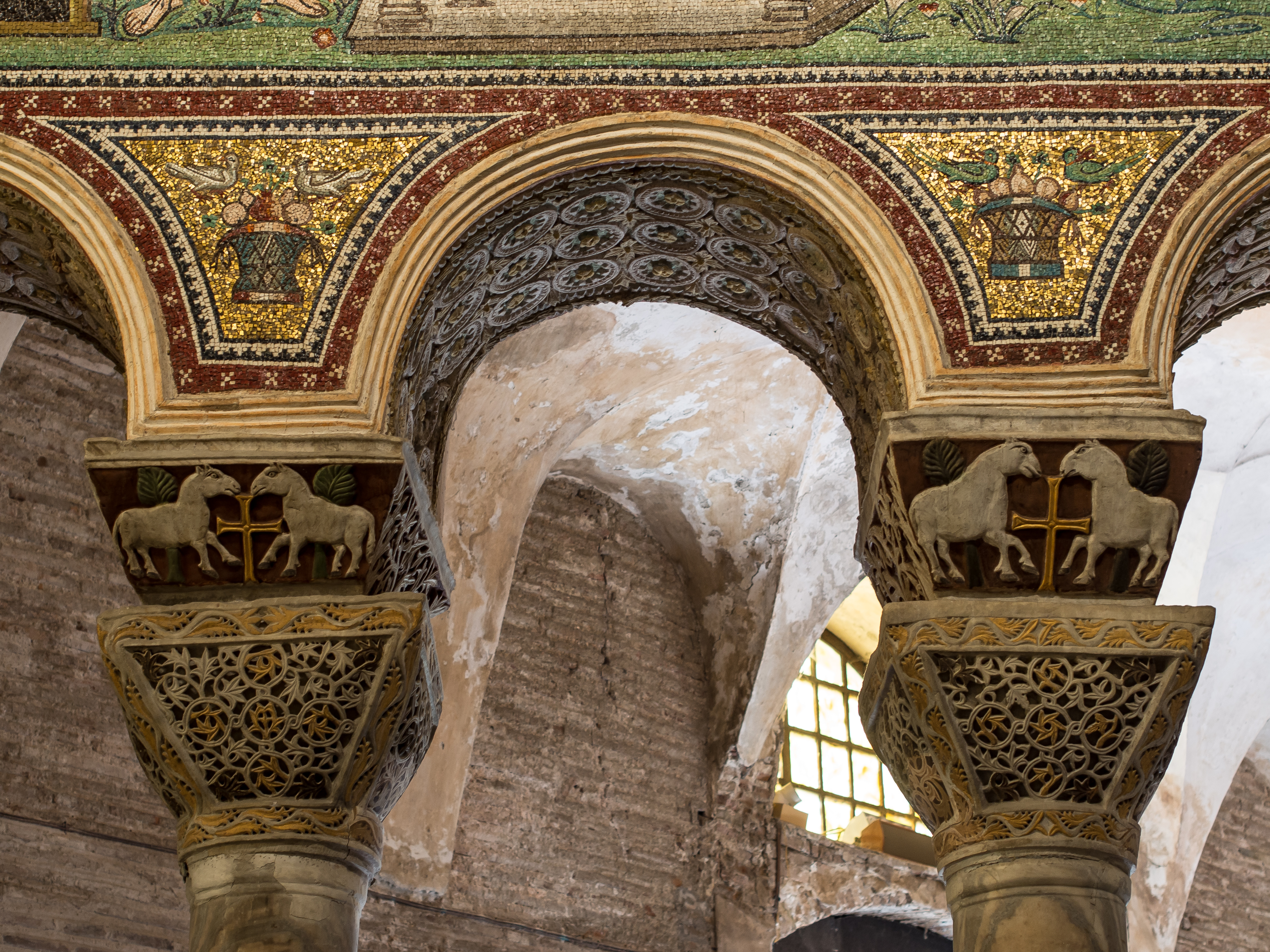
detail hlavic sloupoví
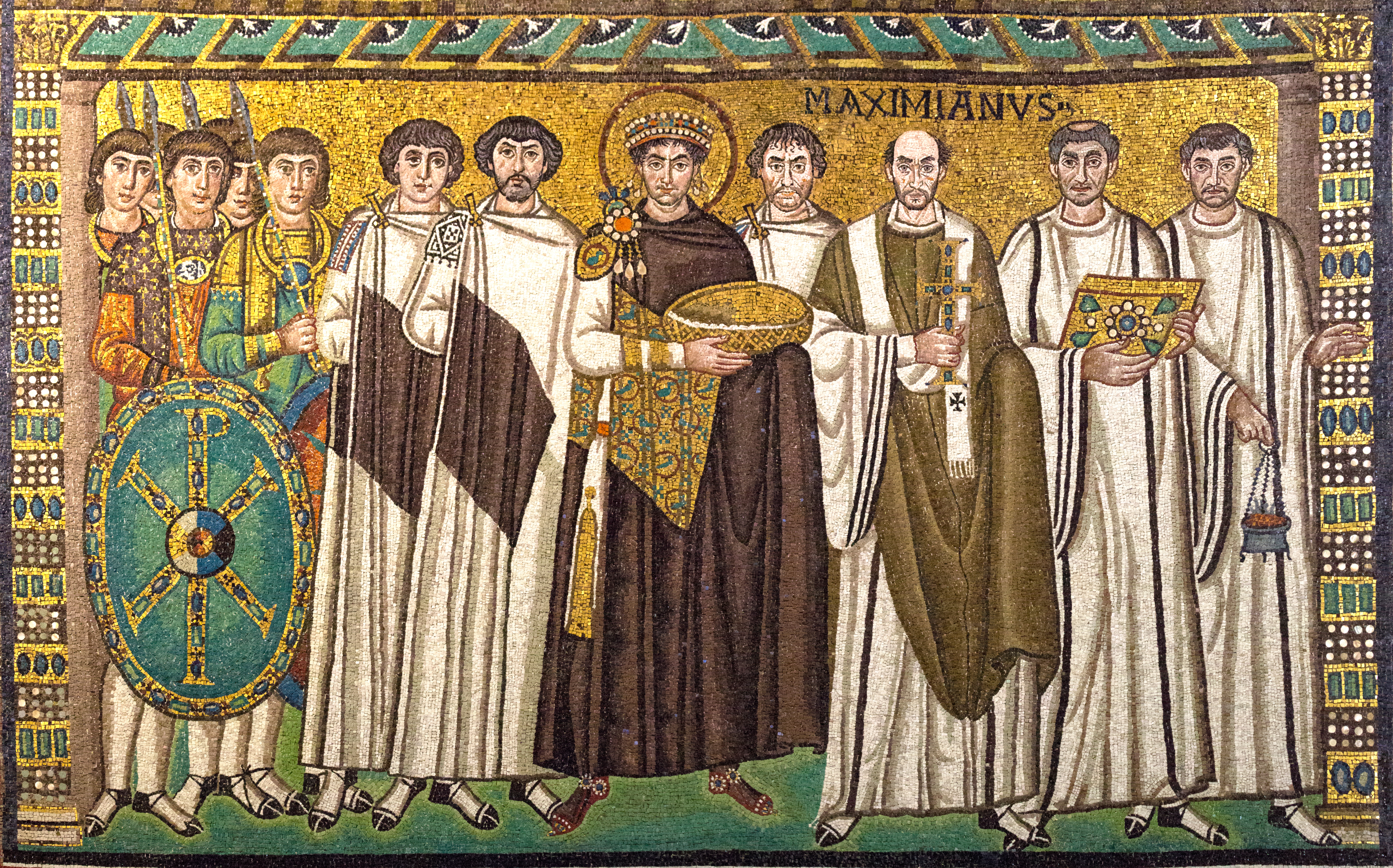
mozaika císaře Justiniána I.
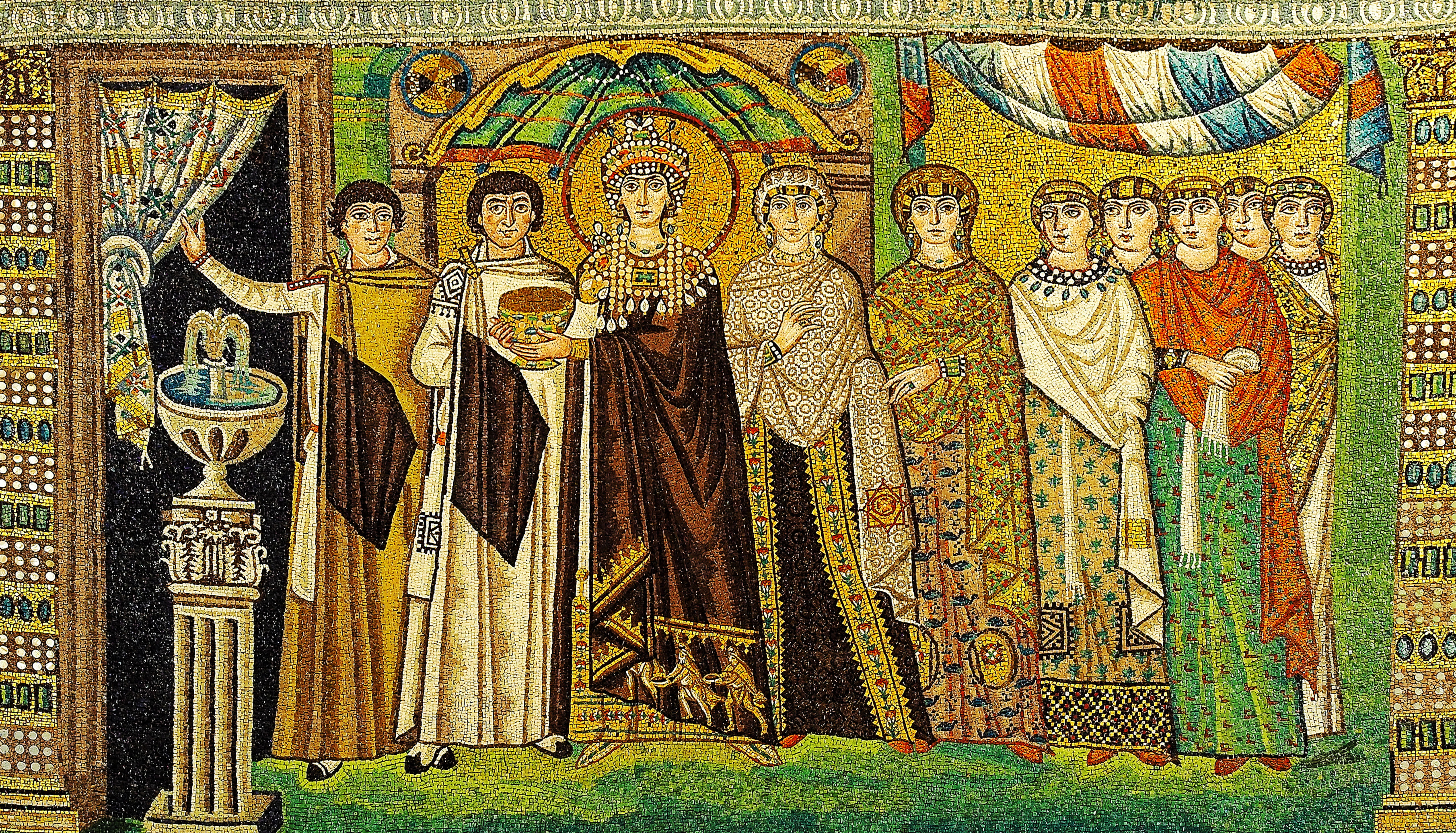
mozaika císařovny Theodory
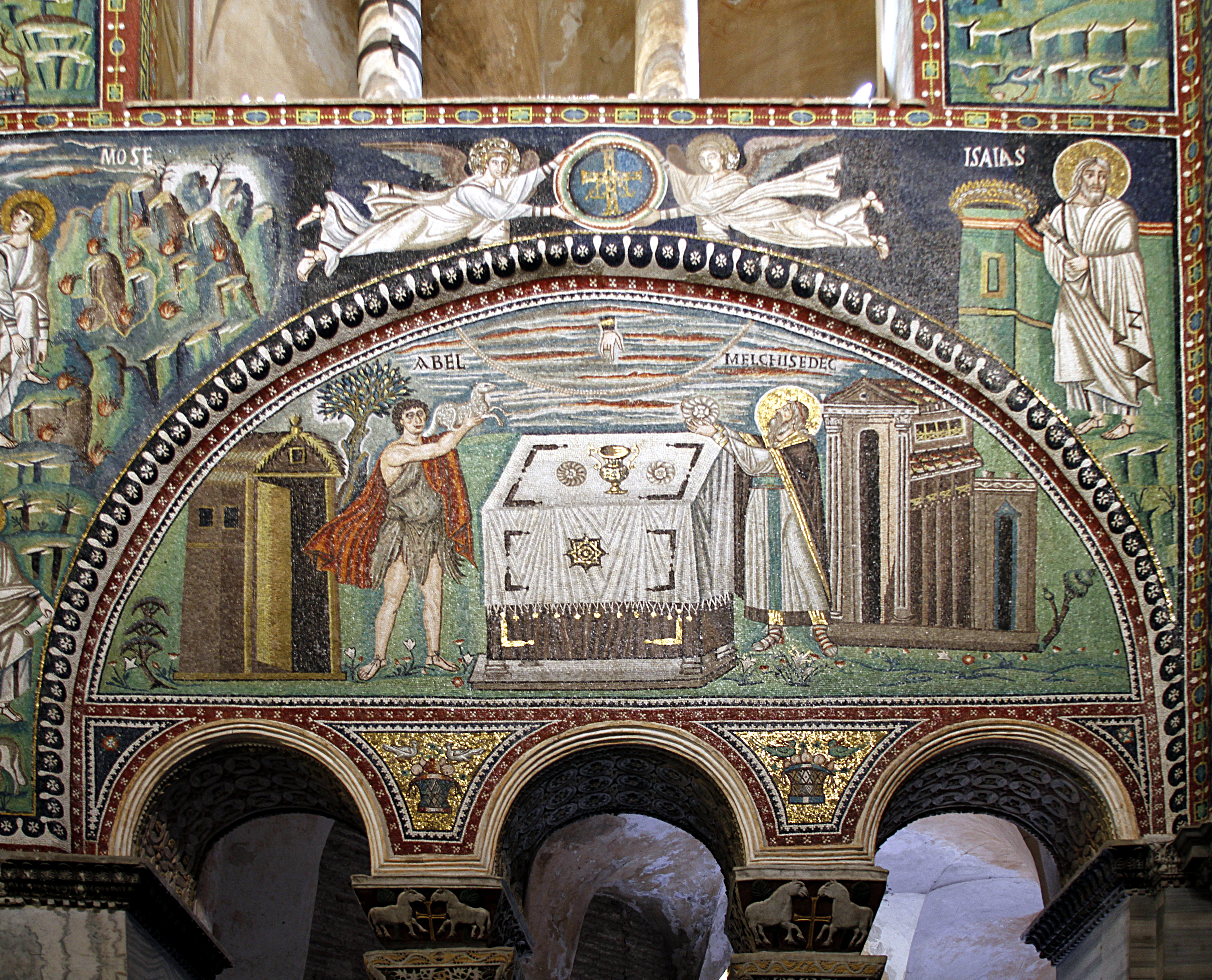
mozaika obětování Abela a Melchisedecha